# Peder Hjort
Peder Hjort, född den 19 juli 1793 i Taarnby, död den 11 november 1871 i Köpenhamn, var en dansk skriftställare. Han var son till Viktor Kristian Hjort.
År 1811 blev Hjort student, ägnade sig åt studiet av estetik och tysk filosofi och skrev 1815 en avhandling Om Digteren Ingemann og hans Værker, i vilken han klandrade dennes abstraktioner och sentimentalitet. Under den litterära fejden mellan Öhlenschläger och Baggesen hörde han till den sistnämndes skarpaste motståndare. Sedan han 1817–1821 vistats i Tyskland, Italien och Frankrike, var han 1822–1849 lektor i tyska språket vid Sorö akademi och levde därefter som privatman i Köpenhamn, med titeln professor. Hjort var en av Danmarks mest alstringsrika och mångsidiga författare. Hans första skrifter var filosofiska, Johann Scotus Erigena, oder von dem Ursprung einer christlichen Philosophie (1823), som tilldrog sig ganska stor uppmärksamhet i utlandet, och Læren om Viljens Frihed (1825), ett inlägg i striden mot F.G. Howitz determinism. Därefter följde flera språkvetenskapliga skrifter, i vilka han slöt sig till Rask och Grimm. Bland dessa är Kortfattet tydsk Sproglære (1829; 7:e upplagan 1858; svensk översättning "Tysk grammatik", flera översättningar och upplagor) mest känd. En läsebok för borgar- och allmogeskolor, Den danske Børneven (1839), fick en mycket stor utbredning (8:e upplagan utkom 1869; 9:e och 10:e upplagorna efter Hjorts död), och en samling Gamle og nye Psalmer upplevde på få år tre upplagor (1:a upplagan, 1838, hade titeln Psalmer og Bønner). 
Därjämte deltog Hjort med stor iver i den offentliga diskussionen om alla slags litterära och politiska spörsmål samt förvärvade sig rykte som en mycket stridbar och skarp polemiker. Kraftigt hävdade han Danmarks rätt i den slesvigska frågan (Breve om det slesvig-holstenske Røre, af L. S. Navne, 1847–1848). Han författade efter 1850 flera flygskrifter om upprätthållandet av danska språket i mellersta Slesvig. Men samtidigt var han en avgjord motståndare till det nationalliberala partiet och verkade ivrigt för helstaten. Den politiska skandinavismen bekämpade han energiskt, men var en varm anhängare av Nordens andliga enhet. Åren 1852–1867 utgav Hjort en samling mindre uppsatser i 4 band (en politisk, en kyrklig-etisk, en konsthistorisk och en litteraturhistorisk avdelning): Kritiske Bidrag til nyere dansk Tænkemaades og Dannelses Historie. Liksom denna vittnade om hans omfattande andliga intresse, så lade två stora Udvalg af Breve fra Mænd og Kvinder till P. Hjort (2 band, 1867–1869) i dagen, vilka vidsträckta litterära förbindelser han ägde. En av Hjort författad Udsigt over nyere dansk Literatur, ursprungligen skriven (1827–1830) för Atterboms tidskrift Svea, utgavs 1872.

## Utmärkelser
- Riddare av Dannebrogorden,  1840[2]

[Redigera Wikidata]